# Oramia
Oramia es un género de arañas araneomorfas pertenecientes a la familia Agelenidae. Se encuentra en Nueva Zelanda y Australia.

## Especies
Según The World Spider Catalog 12.0:
- Oramia chathamensis (Simon, 1899)
- Oramia frequens (Rainbow, 1920)
- Oramia littoralis Forster & Wilton, 1973
- Oramia mackerrowi (Marples, 1959)
- Oramia marplesi Forster, 1964
- Oramia occidentalis (Marples, 1959)
- Oramia rubrioides (Hogg, 1909)
- Oramia solanderensis Forster & Wilton, 1973